# Sal-gema

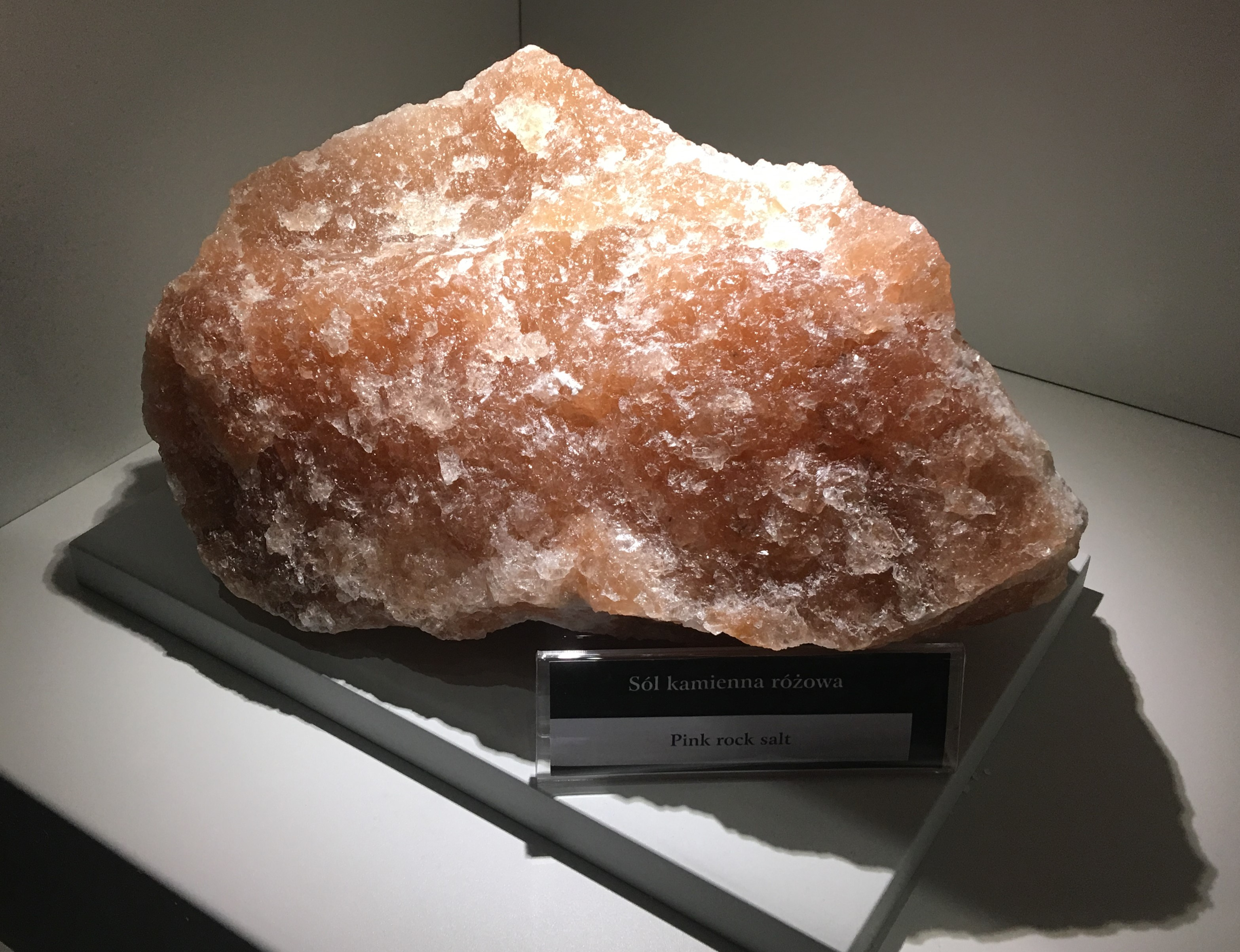
Sal-gema da mina de sal de Wieliczka, perto de Krakow, Polonia.

Denomina-se por sal-gema o cloreto de sódio, acompanhado de cloreto de potássio e de cloreto de magnésio, que ocorre em jazidas na superfície terrestre. Pertence ao grupo das rochas sedimentares, mais especificamente às rochas sedimentares quimiogênicas, evaporitos, devido a ser formado por reações químicas.
O termo é aplicado ao sal obtido da precipitação química pela maritimização da água, que origina a denominação evaporitos, de antigas bacias marinhas em ambientes sedimentares.

## Obtenção
O sal-gema forma-se por precipitação de sais de cloreto de sódio (NaCl), com a formação do mineral halite. Ocorre pela evaporação de águas marinhas retidas em zonas de baixa profundidade.
O sal-gema é extraído pelo método de lavra por solução e pelo método de lavra subterrânea convencional.
A denominação sal-gema é empregada para definir a ocorrência de cloreto de sódio (NaCl) contida em estratos sedimentares em subsolo formando camadas contínuas ou domos.
O sal obtido por evaporação direta da água do mar é chamado de sal marinho e é largamente utilizado em países tropicais como o Brasil, onde a evaporação é intensa. Em países mais frios a utilização maior é do sal-gema.
O sal é um composto altamente solúvel, presente nas águas oceânicas na proporção média de 26g/L. Nos mares e lagoas a concentração de sal depende do equilíbrio entre fatores como aporte de águas doces de rios e evaporação, além da injeção de águas marinhas, o que modifica a salinidade.

## Utilizações
Modernamente, o sal possui ampla utilização em vários processos químicos e industriais e, por ser o único produto consumido diariamente pela população, foi utilizado pelo governo para suprir a carência de iodo das populações distantes do mar. O sal é utilizado na preparação de alimentos, como complemento na alimentação do gado e curtume de couro, entre outros. 

Na indústria é utilizado como matéria-prima para obtenção de cloro, ácido clorídrico, soda cáustica, bicarbonato de sódio, nas indústrias de vidro, papel e celulose, produtos de higiene (sabões, detergentes, pasta dental), produtos farmacêuticos, tintas, inseticidas, cola, fertilizantes, corretivos de solos, cosméticos, nas indústrias de porcelana, borracha sintética, no tratamento de óleos vegetais, têxteis, na industria bélica e outras. 
É utilizado também no tratamento de água e purificação de gases.
A mistura de sal-gema com cloreto de cálcio é muito utilizado no combate ao gelo e à neve nas estradas dos países frios. Em Portugal utiliza-se principalmente nos distritos da Guarda, Vila Real, Bragança e Viseu. Os únicos locais de extração de sal-gema em Portugal localizam-se nas minas de Loulé e em Rio Maior.

## Outros
O sal-gema não faz reação com ácidos, risco ou traço branco, não tem clivagem e tem brilho não metálico,